# اتجاه (علم النفس)
الاتجاه (بالإنجليزية: Attitude)‏ هو بناء افتراضي، ويمثل درجة حب الفرد أو كرهه لموضوع معين. والاتجاهات عموما إيجابية أو سلبية لشخص أو مكان أو شيء أو حدث. وهذا كثيراً ما يشار إليه كموضوع الاتجاه. ويمكن أن يتناقض الناس أيضاً ويتصارعون تجاه موضوع معين، مما يعنى أنهم يمتلكون اتجاهات إيجابية أو سلبية نحو هذا الموضوع في نفس الوقت.
وتعتبر الاتجاهات أحكام يصدرها الإنسان، وهي تتكون من ثلاثة اقسام:
Cognition الجانب الادراكى
Affect الجانب التأثيرى
Behavior الجانب السلوكى
اى تدرك المعنى فتتأثر ثم تصدر سلوك
وتعتبر الاستجابة المزاجية استجابة عاطفية، تعبر عن درجة تفضيل الفرد لكيان معين. أما المقصد السلوكى فهو الميل السلوكى المتوقع لفرد معين. أما الاستجابة المعرفية فهى تقييم إدراكى للكيان يؤسس معتقدات الفرد نحو هذا الكيان. وتعتبر أكثر الاتجاهات إما نتيجة خبرة مباشرة أو تعلم بالملاحظة من البيئة.

## تكوين الاتجاه
على عكس الشخصية، يتوقع من الاتجاهات أن تتغير بتغير الخبرة. وقد توصل Tesser-1993 إلى أن المتغيرات الوراثية ربما تؤثر في الاتجاهات ولكنها على الأرجح بصورة غير مباشرة. والمثال على ذلك نظريات “الأتساق” والتي تشتمل على أن يكون الفرد منسجما مع معتقداته وقيمه، والمثال الأكثر شهرة لمثل هذه النظريات هو نظرية “تقليل التباين المعرفى” “Cognitive Dissonance” المرتبطة بـ ليون فستينجر Leon Festinger رغم وجود نظريات أخرى مثل نظرية التوازن “Balance Theory”، ونظرية إدراك الذات، والحث، ونموذج احتمالية تفسير وجهات النظر ونظرية الحكم الاجتماعى.

## تغيير الاتجاه
بالإمكان تغيير الاتجاهات من خلال “الحث”. وينبغى أن نفهم تغيير الاتجاه على أنه استجابة مباشرة للتواصل بين البشر. وبالبحث التجريبى أمكن التوصل للعوامل التي تؤثر في قدرة رسالة ما على إحداث الاستمالة والحث، وهي كالتالى: -
1. خصائص المستهدف: - هذه خصائص تشير إلى الشخص الذي يتلقى الرسالة ويعالجها. أحد هذه السمات هو الذكاء، حيث يبدو أن المتلقى الأكثر ذكاءً لا تسهل استمالته عن طريق رسائل أحادية الجانب. ومتغير آخر تمت دراسته وهو تقدير الذات فبالنسبة لذوى تقدير الذات المتوسط يكونون أكثر سهولة للاستمالة والحث مقارنة بذوى تقدير الذات المنخفض والعالى (Rhodes & Woods، 1992). ويلعب المزاج والإطار العقلى Mind Frame للمستهدف أيضاً دورا في هذه العملية.
2. خصائص المصدر: - الخصائص الرئيسية للمصدر هي الخبرة والثقة والجاذبية. وتعتبر مصداقية الرسالة متغير شديد الأهمية، فإذا قرأ شخص تقريراً عن الصحة واعتقد أنه جاء في جريدة طبية مهنية، فيمكن أن يؤدى ذلك إلى “حثه” أو استمالته بشكل أسهل مما لو قرأه في جريدة عامة. وقد تجادل بعض علماء النفس بشأن هذا التأثير وهل هو ممتد طويلاً أم لا، ووجد (Horland and Weiss,1951) أن تأثير إخبار الناس بأن رسالة جاءت من مصدر له مصداقية يختفى بعد عدة أسابيع ويسمى ذلك “Sleeper Effect”. والحكمة المدركة Perceived Wisdom هي أنه إذا كان قد تم إعلام الناس عن مصدر رسالة قبل سماعها فهناك احتمالية حدوث “Sleeper Effect” عما لو تم إخبارهم برسالة ثم علموا مصدرها.
3. خصائص الرسالة: - تلعب طبيعة الرسالة دوراً مهماً في الاستمالة والحث، فأحيانا ما يكون تقديم كل من جانبى قصة أمرا مفيدا في المساعدة على تغيير الاتجاه.

المسالك المعرفية Cognitive Rootes: قد تؤدى رسالة خاصة بتقييم فرد دوراً في مساعدته على تغيير اتجاهه عن طريق الحث والاستمالة. 
المسلك المركزى Central roote: حيث يتم تقديم معلومات للفرد مع دفعة لتقييم هذه المعلومات، ويصل في النهاية إلى استنتاج يغير اتجاهه. 
وفي المسلك الطرفى peripheral roote للحث أو لتغيير الاتجاه يشجع الفرد على ألا ينظر إلى المحتوى ولكن ينظر إلى المصدر وهذا ما يمكن رؤيته في الإعلانات الحديثة التي تقدم المشاهير، وأحيانا يستخدم الأطباء وفي حالات أخرى يستخدم نجوم السينما لجاذبيتهم.

## العواطف وتغيير الاتجاه
تعتبر العاطفة مكون مشترك لكل من الحث والتأثير الاجتماعى وتغيير الاتجاه، وتركز كثير من أبحاث الاتجاه على أهمية المكونين المزاجى والعاطفى. فالعاطفة تعمل جنبا إلى جنب مع العملية المعرفية والطريقة التي نفكر بها حيال قضية أو موقف ما. ويتمثل الاستهواء العاطفى بشكل عام في الإعلانات والحملات الصحية والسياسية. ومن الأمثلة الحديثة لذلك: حملات صحية خاصة لمنع التدخين، كما تبرز الحملات الإعلانية السياسية “الخوف من الإرهاب”. فالاتجاهات تتغير بتغير المكونات الإدراكية والمزاجية والسلوكية. وتعتبر الاتجاهات جزء من الشبكات العصبية التجميعية وهي جزء من مكونات الذاكرة طويلة الأمد وتتكون من عقد عصبية مزاجية ومعرفية. وبالرغم من تشابك العقد المعرفية والمزاجية إلا أنه من الصعب إحداث تغير معرفى في وجود اتجاه مزاجى معارض.
والتنبؤ العاطفى الذي يعرف بالحدس يقوم أيضا بالتأثير على تعديل الاتجاه. وتشير الأبحاث إلى أن توقع العواطف أمر هام لصنع القرار. فإن ما نشعر به تجاه مردود أمر ما قد يغير من قرارنا مهما كان القرار منطقياً.
والتحدى الذي يواجه الباحثين هو قياس المشاعر وتأثيرها على الاتجاه. وبما أنه لا يمكن رؤية ما بداخل المخ فقد تم استحداث نماذج وأدوات عديدة لقياس المشاعر والاتجاهات. وتلك القياسات تشتمل على مقومات فسيولوجية مثل تعابير الوجه، والتغيرات في الصوت، ومقاييس جسمانية أخرى. فمثلا: الخوف يرتبط بارتفاع الحواجب، وزيادة ضربات القلب، وزيادة التوتر العضلى (Dillard 1994). وهناك مقاييس أخرى مثل خرائط المفاهيم واستخدام تمهيدات أو مقومات لفظية.

## مكونات الاستهواء العاطفى
يمكن استخدام أي من العواطف المعروفة بغرض الاستمالة، مثل الغيرة والامتعاض والسخط والغضب والخوف. ويعتبر الخوف هو أحد أكثر المشاعر التي تم دراستها في هذا الصدد. ومن نتائج الخوف أنه قد يؤدى إلى رفض محتوى الرسالة أو رفض مصدرها بالإضافة لعدم حدوث تغير في الاتجاه. وهناك مستوىً أمثل لمقدار المشاعر لكى تشكل دافعا لتعديل الاتجاه. فإذا ما كان هناك دافعاً كافياً لن يتغير الاتجاه. وإذا فاض مستوى المشاعر فإن الدافع يصاب بالشلل فلا يحدث تعديل الاتجاه.  وقد تمت دراسة المشاعر السلبية أكثر من المشاعر الإيجابية مثل المزاح. وهناك بعض الأبحاث الحديثة التي تبحث أثر النكتة على الاتجاهات السياسية. 
ومن أهم العوامل التي تؤثر على الاستهواء الشعورى؛ الثقة في القدرة الذاتية، سهولة التوصل للاتجاه، ومدى الانغماس في المشكلة، وسمات الرسالة والمصدر.
والثقة في القدرة الذاتية هي إدراك الفرد لمدى قدرته على التعامل مع موقف ما. وهي تعتبر عاملا هاما في الاستهواء الشعورى حيث أنها تستوجب قدرة الشخص على التعامل مع المشاعر والموقف في وقت واحد. فمثلا إذا افتقر الشخص للثقة في قدرته على إحداث تغير في الظروف البيئية المحيطة فأنه من غير المحتمل أنه سيغير اتجاهه أو سلوكه تجاه الاحترار العالمي.
وقد توصل (Dillard 1994) إلى أن سمات الرسالة مثل الاتصال غير اللفظى، ومحتوى الرسالة، واختلافات المتلقين يمكن أن يؤثر على العامل الشعورى للاستهواء بالخوف. إن سمات الرسالة تعتبر من الأهمية لأن رسالة واحدة قد تحدث تغيرات متباينة في الحالة الشعورية باختلاف المتلقى.
أما سهولة التوصل للاتجاه فتعنى تنشيط الاتجاه من الذاكرة، وبمعنى آخر ما مدى الاستعداد الشخصى لتبنى هذا الاتجاه نحو الشئ أو المشكلة أو الموقف. وقد أثبتت الدراسات أن التجاهات التي يسهل التوصل إليها يصعب تغييرها.
أما مدى الانغماس في المشكلة فيعنى مدى أهمية المشكلة بالنسبة للفرد. وقد ارتبط مدى الانغماس في المشكلة بمدى التوصل للاتجاه وكذلك بمدى قوة الاتجاه.

## الاتجاه الضمنى والاتجاه الصريح
الاتجاه الضمنى هو الاتجاه الموجود خارج نطاق الوعى أو غير المعترف به بشكل واعى، ولكن له تأثيرات قابلة للقياس من خلال طرق معقدة باستخدام زمن الاستجابة للمؤثرات.
وقد استخدمت رسالتين مصريتين احداهما ماجستير والثانية دكتوراه مقياس الإدراك بالترابط الرمزى Thematic Apperception Test لقياس الاتجاهات الضمنية (1991-1998) Sawsan Nour. وقد أمكن التحقق من صلاحية المقياس باستخدام اختبارات متوازية Parallel test.
ويبدو أن الاتجاهات الضمنية والصريحة تؤثران على سلوك الناس إلا أن ذلك يحدث بطرق مختلفة. وهي لا تميل إلى أن ترتبط معا بقوة، على الرغم من أن الارتباط يحدث في بعض الأحيان، ولم تفهم العلاقة بينهما بشكل جيد.

### تعريف كارل يونغ
الاتجاه هو أحد التعريفات ال57 في الفصل الحادى عشر من كتاب “الأنواع السيكولوجية” لكارل يونغ. ويعرف يونغ الاتجاه بأنه “استعداد النفس لكى تتفاعل أو تستجيب بطريقة ما” (Jung, [1921] 1971:par. 687) وكثيرا ما تأتى الاتجاهات في أزواج أحدها بشكل واعى والآخر بشكل لا واعى. وبذلك استطاع يونغ أن يعرف أنواعاً عدة من الاتجاهات، منها:
الواعى واللاواعى: بمعنى تواجد اتجاهين في نفس الوقت أحدهما واعٍ والآخر لاواعى، ويختلف محتوى الاتجاه الواعى عن نظيره اللاواعى وهو أمر يحدث بشكل خاص في أمراض العصاب. (Jung, [1921] 1971: par. 687)
الانطوائية والانبساطية: ويعتبر ذلك الزوج الأكثر أهمية في نظرية يونغ للأنواع حتى أنه أسماهما “أنواع الاتجاه”
الاتجاه العقلانى واللاعقلانى: ويقول يونغ “أنا أتصور العقلانية كاتجاه” (Jung, [1921] 1971: par. 785).
وينقسم الاتجاه العقلانى إلى وظيفتى التفكير والشعور وكليهما له اتجاهه الخاص.
وينقسم الاتجاه اللاعقلانى إلى وظيفتى الإحساس والحدس وكليهما له اتجاهه الخاص.
وبالتالى فإن هناك الاتجاه فكرى، والشعورى والإحساسى والحدسى. (Jung, [1921] 1971: par. 691).
الاتجاهات الفردية والاجتماعية.
بالإضافة إلى ذلك فقد ناقش يونغ الاتجاه التجريدى abstract attitude ؛ (Jung, [1921] 1971: par. 679) حيث يتناقض الفكر التجريدى Abstraction مع الفكر الجامد Concretism.

### تعريفات مؤشر ماير بريجز MBTI
يقتصر استخدام مؤشر MBTI للاتجاه على مؤشرى الانطوائية-الانبساطية extraversion-introversion (EI) a والحكم-الإدراك judging-perceiving (JP) I ـ. ـ. (Myers, 1985:293 note 7).

## ملحوظة
إذا كان علينا أن نفهم تغيير الاتجاه على أنه استجابة للاتصال فينبغى أن نفهم جيدا أن المستقبل ليس استاتيكياأو سلبيا في تلقيه للرسالة، فهو لا يمتص المعلومات بها بطريقة آلية وإنما يمزجها ببيئته وثقافته وحياته الشخصية.
وبعيداً عن النموذج المبسط للاتصال (Sender – Message - Receiver) والذي يعتبر أن المتلقى هو المستخدم الأخير للمعلومة، فإن المعلومات عندما تنتقل عبر الميديا تتحرك داخل مصنع كبير لصنع القرار. وهذا القرار لا يتوقف على المعلومة نفسها فقط كمعيار للاختيار، وإنما على الخبرات السابقة للمتلقين وعلى قيمهم ومشاعرهم واهتماماتهم. وهذا يمد بثراء أكبر وصور اتصالية أكثر حساسية. وهذا يدعو المرسل أن يجعل معلوماته أكثر ارتباطاً بالآخرين.